# Потье (род)

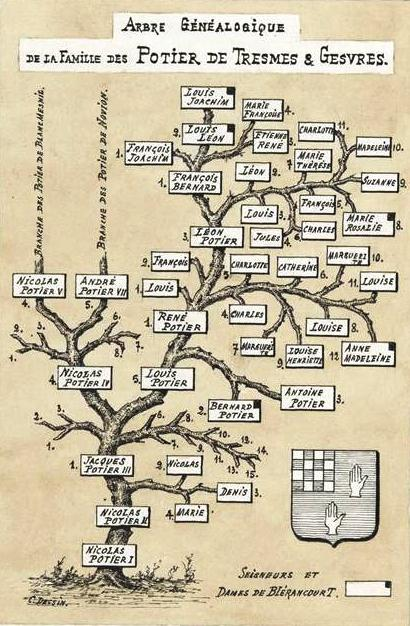
Семейное генеалогическое дерево

Потье (фр. Potier) — французский дворянский род, давший нескольких судебных, политических, военных, дипломатических и церковных деятелей.

## Краткая поколенная роспись
- Никола I Потье
  - Николя II Потье
    - Жак Потье (Jaques Potier; ок. 1500 — 1555) — сын Николя Потье II, советник Парижского парламента.
      - Николя III Потье[фр.] (Nicolas III Potier de Blancmesnil; 1541—1635) — сын Жака Потье; президент парижского парламента (1578). Во время смут лиги оставался на стороне короля; приветствовал Генриха IV при въезде его в Париж. Был женат на Isabeau Baillet. Во время регентства Марии Медичи награждён титулом канцлера.
        - Никола IV Потье (уи. 1628) — политик и высокопоставленный чиновник. Убит при осаде Ла-Рошели.
          - Рене Потье де Бланмениль (René Potier de Blancmesnil et du Bourget; ранее 1628 — 1680) — советник (с лета 1636), затем Президент Апелляционной палаты Парижского парламента (с 16.02.1645). Его арест вместе с Пьером Брусселем 26 августа 1648 года спровоцировал восстание в Париже и положил начало Фронде. Выступал против Мазарини и двора во время Фронды.

        - Андре Потье[вд] (ум. 1645) — советник короля в государственном и частном советах, председатель Парижского парламента.
          - Николя Потье де Новьон (Nicolas Potier de Novion; 1618—1693) — член Французской академии, советник, затем президент Парижского парламента. Выступал против Мазарини и двора во время Фронды.
            - Аббат Жак Потье де Новьон[фр.] (Jacques Potier de Novion; 1642—1709) — епископ Систерона (1677—1681), епископ Эврё (1681—1709).

        - Аббат Огюстэн Потье де Бланмениль (Augustin Potier de Blancmesnil; ранее 1556 — 1650) — епископ Бове (утверждён в сане 17.09.1617), придворный духовник (Grand-Aumônier) Анны Австрийской, первый министр (1643), пэр Франции.

      - Луи Потье (Louis Potier de Gesvres; ум. 1630) — государственный деятель XVI—XVII веков; брат Николя Потье III. Государственный секретарь при Генрихе III и Генрихе IV.
        - Рене Потье (René Potier; ок. 1579 — 1670), граф, затем 1-й герцог де Трем, пэр Франции — государственный и военный деятель.
          - Леон Потье (Léon Potier; 1620—1704), 2-й герцог де Трем, 1-й герцог де Жевр, пэр Франции — государственный и военный деятель.
            - Франсуа-Бернар Потье де Жевр (François-Bernard Potier de Gesvres; 1655—1739), 2-й герцог де Жевр, пэр Франции — государственный и военный деятель.
              - Франсуа-Жоашен-Бернар Потье де Жевр (François-Joachim-Bernard Potier de Gesvres; 1692—1757), 3-й герцог де Жевр, пэр Франции — государственный и военный деятель.
              - Луи-Леон Потье де Жевр (Louis-Leon Potier de Gesvres; 1695—1774), 4-й герцог де Жевр, пэр Франции — государственный и военный деятель.
                - Луи-Жоашен-Пари Потье де Жевр (Louis-Joachim-Paris Potier de Gesvres; 1733—1794), 5-й герцог де Жевр, пэр Франции — государственный деятель, последний мужской представитель дома Потье.

              - Этьен-Рене Потье де Жевр (Étienne-René Potier de Gesvres; 1697—1774) — кардинал, доктор обоих прав. Епископ Бове (1728—1772).

            - Леон Потье де Жевр (Léon Potier de Gesvres; 1656—1744) — кардинал. Архиепископ Буржа (1694—1729).
            - Луи Потье де Жевр (Louis Potier de Gesvres; 1660—1689), маркиз де Ганделю — военный деятель.